# Triumfetta japonica
Triumfetta japonica är en malvaväxtart som beskrevs av Tomitaro Makino. Triumfetta japonica ingår i släktet triumfettor, och familjen malvaväxter. Inga underarter finns listade i Catalogue of Life.